# Championnat de France de rugby à XV 1894-1895
Navigation
1893-1894 1895-1896
La quatrième édition du championnat interclubs de football-rugby de l'USFSA eût lieu lors de la saison 1894-1895 et est remporté par le Stade français qui a battu l'Olympique en finale.

## Contexte
Le cercle des clubs parisiens inscrits au championnat s'élargit. Aux sociétés de la première heure s'ajoutent l'Association sportive d'Asnières, le Cosmopolitain Club et l'Olympique.
Si, pour des raisons économiques, le championnat reste encore confiné à la région parisienne, les échanges Paris-province permettent au jeu de se développer. 
Ainsi, Le Havre AC, le Stade bordelais, le Stade nantais, l'UFJ de Rouen et La Vaillante de Saintes montent en puissance.
L'un des clubs participants, l'Olympique, a été créé par des dissidents du Racing (Gautier, Henriquez, d'Este, Sienkiewicz, et Thorndike) auquel s'est ajouté Jean-Baptiste Charcot, au poste de pilier.

## Participants
Seuls 4 équipes parisiennes participent au championnat de France,.
- Stade français (champion 1894)
- Racing club de France
- Olympique
- Cosmopolitan club

## Championnat
Avec seulement quatre équipes, les demi-finales sont les premières et avant-dernières rencontres de cette édition.
|  | Matchs éliminatoires      | Matchs éliminatoires      |                |    | Finale                    | Finale                    |
|  | Matchs éliminatoires      | Matchs éliminatoires      |                |    | Finale                    | Finale                    |
|  |                           |                           |                |    |                           |                           |
|  | 10 mars 1895 à Courbevoie | 10 mars 1895 à Courbevoie |                |    | 17 mars 1895 à Courbevoie | 17 mars 1895 à Courbevoie |
|  | 10 mars 1895 à Courbevoie | 10 mars 1895 à Courbevoie |                |    | 17 mars 1895 à Courbevoie | 17 mars 1895 à Courbevoie |
|  | Stade français            | 24                        |                |    | 17 mars 1895 à Courbevoie | 17 mars 1895 à Courbevoie |
|  | Stade français            | 24                        |                |    | 17 mars 1895 à Courbevoie | 17 mars 1895 à Courbevoie |
|  | Racing CF                 | 0                         |                |    | 17 mars 1895 à Courbevoie | 17 mars 1895 à Courbevoie |
|  | Racing CF                 | 0                         | Stade français | 16 |                           |                           |
|  | 10 mars 1895 à Courbevoie |                           | Stade français | 16 |                           |                           |
|  |                           | Olympique                 | 0              |    |                           |                           |
|  | Olympique                 | Olympique                 | 0              | 5  |                           |                           |
|  | Olympique                 |                           |                | 5  |                           |                           |
|  | Cosmopolitan club         | 3                         |                |    |                           |                           |
|  | Cosmopolitan club         | 3                         |                |    |                           |                           |

## Finale
Olympique cède en finale 16-0 face au Stade Français.
| Équipes        | Stade français - Olympique |
| Score          | 16-0 (5-0) |
| Date           | Dimanche 17 mars 1895 |
| Stade          | Stade Vélodrome Courbevoie |
| Arbitre        | Eugène Duchamps |
| Les équipes    | |
| Stade français | Da Silva de Paranhos, Albert de Joannis, Auguste Giroux, Fernand Bouisson, Antonin Gosset, W. Hadley, Frédéric Vernazza, Louis Dedet, Pierre Garcet de Vauresmont, Charles Trupel, Charles Marcus, Edmond Mamelle, Joseph Olivier, Paul Dumaine, C. Bernard      |
| Olympique      | Henri Moitessier, Arnold Bideleux, Foster, Jean-Guy Gautier, Georges Siegfried, James Thorndike, Henri Yvan, Thomas Fuller Potter, Constantin Henriquez, Alexandre Sienkiewicz, A. de Martel de Janville, Blin, Jean-Baptiste Charcot, C. d'Este, Georges Rouard |
| Points marqués | |
| Stade français | 4 essais par Gosset, Bouisson, Giroux, Garcet de Vauresmont 1 tenu en but par Bouisson 1 transformation par Garcet de Vauresmont |
| Olympique      | |